# Tony Ronaldson
Anthony Dean Ronaldson, detto Tony (Adelaide, 25 maggio 1972), è un ex cestista australiano.

## Carriera
Con l'Australia ha disputato due edizioni dei Giochi olimpici (Atlanta 1996, Atene 2004), due dei Campionati mondiali (1994, 1998) e i Campionati oceaniani del 2003.